# V440 Большой Медведицы
V440 Большой Медведицы (лат. V440 Ursae Majoris) — двойная затменная переменная звезда типа W Большой Медведицы (EW) в созвездии Большой Медведицы на расстоянии приблизительно 3482 световых лет (около 1068 парсеков) от Солнца. Видимая звёздная величина звезды — от +13,82m до +13,57m. Орбитальный период — около 0,3661 суток (8,7852 часов).